# Pieter Louwerse

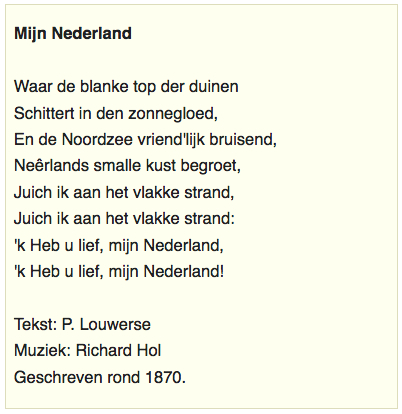
De eerste van 5 strofen. Tekst en muziek naar de liedbundel Kun je nog zingen. Muziek afspelen (midi, 32 sec.):

Pieter Louwerse (Oost-Souburg, 23 januari 1840 – Den Haag, 20 augustus 1908) was een Nederlandse schrijver en dichter, en tekstdichter van bekende liedteksten als 'Waar de blanke top der duinen', 'Op de grote stille heide' en 'Bloemen, koop bloemen'.

## Leven en werk
Pieter Louwerse werd geboren op 23 januari 1840 in Oost-Souburg, op het eiland Walcheren. Zijn ouders waren welgestelde boeren, maar zij raakten aan lagerwal toen Pieter Louwerse nog jong was.
Nadat zijn vader in 1851 gestorven was, kreeg Louwerse zijn oom, die onderwijzer was, als voogd toegewezen. Later besloot Louwerse zelf ook onderwijzer te worden, en werd daarvoor door zijn oom opgeleid. In 1858 werd hij onderwijzer te Dirksland; daarna gaf hij les op scholen in Goes, Hazerswoude en Den Haag. In Hazerswoude trouwde hij met Lena Maria Brouwer, dochter van een onderwijzer. Het gehoor van Louwerse werd op den duur zo slecht, dat hij in 1888 moest ophouden met les geven.
Louwerse werd bekend als schrijver van historische verhalen, romans en opstellen en gedichten voor de jeugd. Hij was een echte verteller en pedagoog met een sterk vaderlandslievende inslag. Zijn eerste boek verscheen in 1869. Hij was ook medewerker van verschillende kindertijdschriften: De Kinder-Courant, De Kleine Huisvriend, Voor de Kinderkamer en Voor 't Jonge Volkje. Van dit laatste blad was hij hoofdredacteur, waarbij hij het blad grotendeels zelf vol schreef.
Twee liederen van zijn hand werden opgenomen in de populaire liedbundel Kun je nog zingen, zing dan mee. Het gaat om de liedjes: 'Op de groote, stille heide, dwaalt de herder eenzaam rond' (getoonzet door J. Worp) en 'Waar de blanke top der duinen schittert in den zonnegloed' (getoonzet door Richard Hol).
In 1908 werd Pieter Louwerse aangereden door een tram. Hij overleed korte tijd later aan zijn verwondingen. Op 23 januari 1912 werd op het Oranjeplein in Oost-Souburg een borstbeeld van hem onthuld, vervaardigd door zijn neef, de beeldhouwer Pieter Puype. De meeste van zijn werken zijn nu vergeten. Enkele bekende liederen zijn 'Bloemen, koop bloemen', 'Waar de blanke top der duinen', dat ook bekend is onder de titel Mijn Nederland, en 'Op de grote stille heide', dat onder de titel De Herder verscheen.

## Uitgaven (selectie)
- Lachen en leeren (1869)
- Nederlandsche geschiedverhalen (1870)
- Vlissingen in 1572, of Oog om oog en tand om tand (1871)
- Mannen van sta-vast, of De Oost-Indische Compagnie onder den gouverneur-generaal Jan Pietersz. Koen (1874)
- Janmaat in de Oost / Vestiging van het Nederlandsch gezag op Celebes (1874 of 1875) (beschikbaar via Project Gutenberg[1]
- Goede vaêr Tromp, of hoe de Vereenigde provinciën eene zeemogendheid werden (1875) (beschikbaar op Project Gutenberg.[2] Later verschenen onder de titel "Bestevaêr Tromp", 4e druk)
- Alles zingt. Liedjes en rijmpjes voor het kleine volkje (1878, 1887 tweede vermeerderde druk)[3]
- Een Delftshavensche kwajongen, of Het leven van Luitenant-Admiraal Piet Heyn (1879)
- A.B.C. de poes gaat mee, De hond blijft thuis, Piep zei de muis in het vóórhuis! (1880)
- Vlissinger Michiel (1880)[4]
- Geïllustreerde vaderlandsche geschiedenis voor jong en oud Nederland (1886)
- "Voor de Kinderkamer", Rijmpjes en vertelseltjes voor het kleine volkje.'s- Gravenhage Joh. IJkema (1888)
- Geïllustreerde vaderlandsche geschiedenis voor jong en oud Nederland (Bewerkt en uitgebreid door J.J.Moerman en J.H.Isings 1939)
- De schippersjongen of Leiden in strijd en nood Leiden, A.W. Sijthoff
- Met Robinson Crusoe tien jaar op reis (1892)
- Alfer en Wala: een verhaal uit den tijd van Julius Caesar en de Batavieren (1896)
- Verhalen uit de Vaderlandsche Geschiedenis Zutphen, P. van Belkum Az
- In het schemeruur

- Biografisch Portaal: 14690000
- Digitale Bibliotheek voor de Nederlandse Letteren: louw005
- Gemeinsame Normdatei: 1163059870
- International Standard Name Identifier: 0000 0000 6337 1723
- Library of Congress Control Number: n80095636
- MusicBrainz: 49f36ece-ed7d-495c-a9f9-ba0d0874c913
- Nederlandse Thesaurus van Auteursnamen: 070060312
- Système universitaire de documentation: 204165237
- Virtual International Authority File: 30841567
- WorldCat: E39PBJghtpP76cP4WCkkKfHQv3